# Imad Khamis
Pour les articles homonymes, voir Khamis (homonymie).
Imad Khamis (en arabe : عماد خميس), né le 1er août 1961, est un homme d'État syrien, Premier ministre de 2016 à 2020.

## Biographie
Le 14 avril 2011, il devient ministre de l'Électricité. Le 22 juin 2016, il est désigné par le président Bachar el-Assad pour former un gouvernement, et prend ses fonctions le 3 juillet suivant. Il en est révoqué par le président Assad le 11 juin 2020, au profit de Hussein Arnous, sans qu'Assad n'évoque de raison pour cette révocation.
En 2012, l'Union Européenne le place sur la liste des personnes sous sanction, pour son rôle dans la répression du soulèvement pacifique, et pour son rôle dans les coupures d'électricité punitives contre les régions soulevées,.